# Hypertrophie

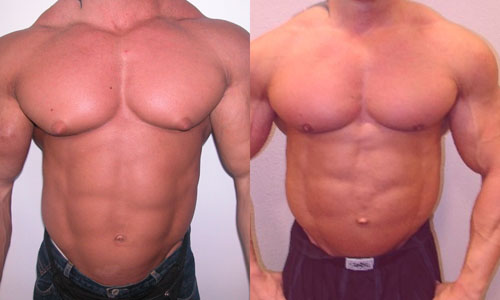
Hypertrophie von Brustmuskeln (links mit einer Gynäkomastie)

Hypertrophie (von altgriechisch ὑπερτροφία, neulateinisch hypertrophia ‚Überernährung‘) bzw. Hypertrophia bezeichnet in der Medizin eine vom normalen Wachstum unabhängige Größenzunahme eines Organs oder eines Gewebes durch Vergrößerung der einzelnen Zellen, beispielsweise infolge vermehrter Beanspruchung. In durch Hypertrophie vergrößerten Organen kann neben einer Hypertrophie auch eine Hyperplasie bestehen, bei der die Anzahl der Zellen erhöht ist. Die Hypertrophie kommt durch eine vermehrte Syntheseleistung der Zellen zustande, nicht durch Zellschwellung. Bei Entfernung des auslösenden Stimulus kann sich die Hypertrophie weitgehend zurückbilden. Das Gegenteil von Hypertrophie ist Hypotrophie, die Größenabnahme eines Organs infolge Zellverkleinerung oder -abbaus.

## Formen

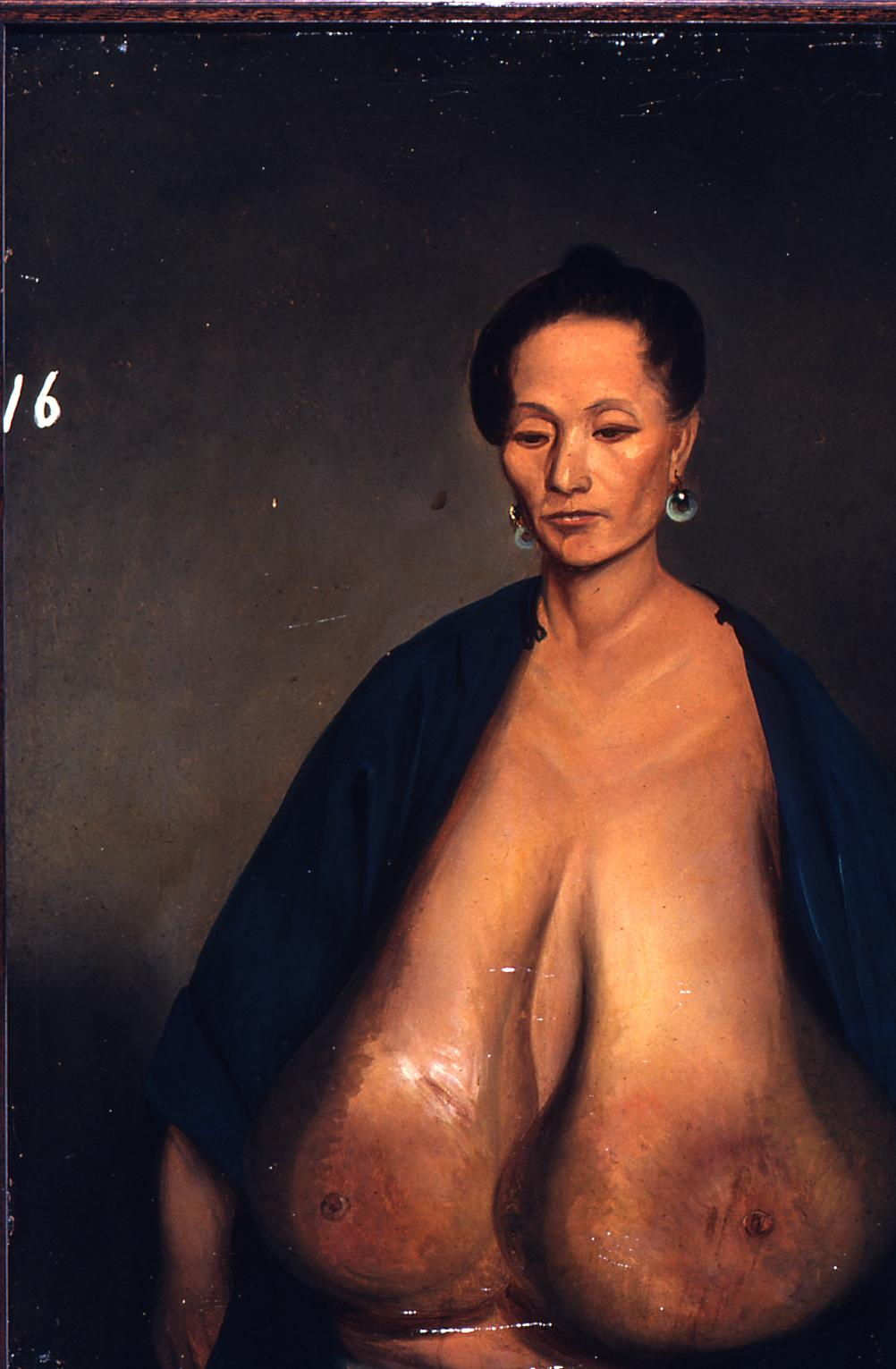
Hypertrophie der weiblichen Brust, Gemälde von 1848

- Die korrelative Hypertrophie (endokrine Hypertrophie) wird durch Überproduktion endogener oder Zufuhr exogener Hormone verursacht und führt zu einem Gewebe- bzw. Organwachstum. Diese kann in der weiblichen Brust, Gebärmutter und Prostata auftreten.
- Die Aktivitätshypertrophie (Arbeitshypertrophie) ist die natürliche Anpassung an eine physiologisch funktionelle Mehrbelastung (Belastungsstimulus). Darunter fällt als Beispiel das Sportherz und das Muskelwachstum durch Krafttraining oder Bodybuilding.
- Die kompensatorische Hypertrophie ist die krankhafte Anpassung an eine pathologische Mehrbelastung. Dabei kommt es zu einem Gewebe- bzw. Organwachstum, um einen anderen Defekt auszugleichen (zu kompensieren). Dies ist zum Beispiel bei Herzklappenfehlern oder einem Organverlust (z. B. dem Verlust einer Niere) der Fall.